# Сладководное
Сладководное (укр. Солодководне) — село,
Сладководненский сельский совет,
Розовский район,
Запорожская область,
Украина.
Код КОАТУУ — 2324984801. Население по переписи 2001 года составляло 401 человек.
Является административным центром Сладководненского сельского совета, в который, кроме того, входят сёла 
Верховка,
Запорожское,
Ивановка,
Кобыльное и
Форойс.

## Географическое положение
Село Сладководное примыкает к селу Кобыльное, на расстоянии в 0,5 км от села Ивановка.

## История
- 1836 год — дата основания как село Бергталь.
- В 1917 году переименовано в село Сладководное.
- С 25.02.2022 по сегодня находится под контролем Российской Федерации

## Экономика
- «Сладководное», ООО[2].

## Объекты социальной сферы
- Школа. В 2008 году сельсовет получил автобус для подвоза школьников из отдалённых сёл[3].
- Дом культуры.